# Edwall (Washington)

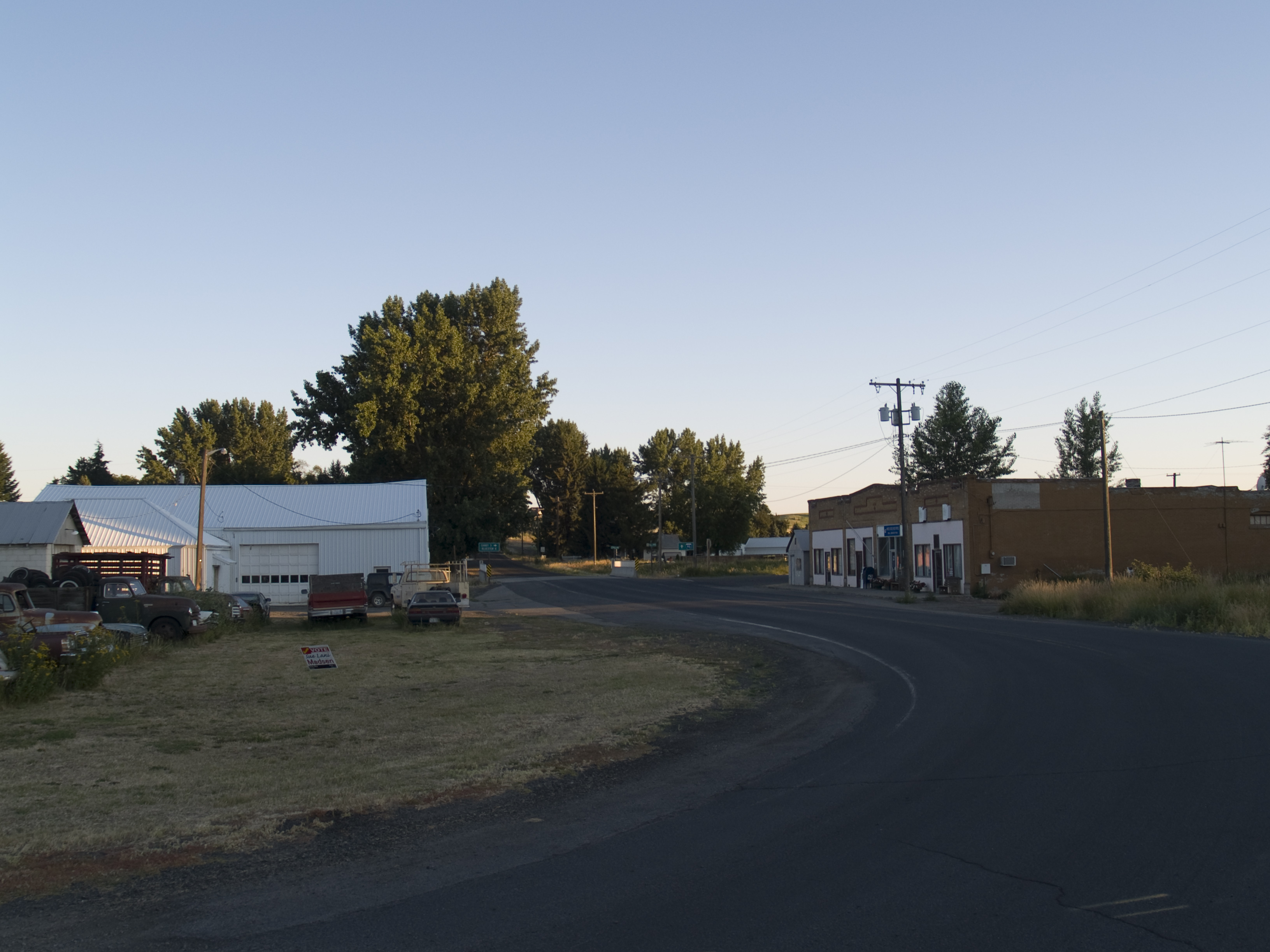
Vistas de Edwall

Edwall es un área no incorporada ubicada en el condado de Lincoln en el estado estadounidense de Washington.

## Geografía
Edwall se encuentra ubicado en las coordenadas 47°30′19″N 117°56′58″O / 47.50528, -117.94944.